# Dedicato a Giovanna G.
Dedicato a Giovanna G. è l'album di debutto del tastierista e cantante Hunka Munka, pseudonimo di Roberto Carlotto, componente del gruppo rock Dik Dik.

## Il disco
L'album è il primo album dell'artista. Pubblicato nel 1972 dalla Ricordi, contiene 11 tracce che si avvicinano, nello stile, al rock progressivo italiano. Sempre lo stesso anno è stato ance pubblicato il 45 giri Io canterò per te/Cattedrali di bambù.
Nel disco sono presenti Ivan Graziani in veste di co-compositore e chitarrista, e i contributi di scrittura di Herbert Pagani e di un giovane Franco Califano.
Dopo sporadici singoli, Il gruppo viene riformato a fine anni 90 insieme all amico tastierista Joey Mauro, e il suo seguito (Foreste Interstellari) viene pubblicato dopo ben 30 anni la sua genesi e registrazione.
È ricordato per la sua copertina provocatoria, quale raffigura un gabinetto chiuso da cui esce una mano che porta dei fiori.
Il disco è stato distribuito in LP e in CD anche in estremo oriente (Giappone e Corea del Sud) ed è stato ristampato nel 2012 dalla AMS.

## Tracce
1. Nasce un sogno – 1:30
2. Ruote e sogni – 5:50
3. L'Aeroplano D'Argento – 4:10
4. Cattedrali di Bambù – 4:20
5. Anniversario – 5:00
6. Io Canterò Per Te – 4:40
7. Intermezzo n.1 – 0:53
8. Giovanna G. – 2:05
9. Intermezzo n.2 – 1:15
10. Il Canto Dell'Amore – 3:08
11. Muore il Giorno Muore – 1:15

## Formazione
- Hunka Munka – organo, voce solista
- Ivan Graziani – chitarre, basso, cori; direttore dell'orchestra (tracce da 1 a 4, 6)
- Nunzio "Cucciolo" Favia — batteria
- Gianfranco Lombardi — direttore dell'orchestra (traccia 5)